# Keizertetra
De keizertetra (Nematobrycon palmeri) is een tropische vis die ook als aquariumvis gehouden wordt uit de familie van de Characidae (karperzalmen). Ze komen oorspronkelijk uit Zuid-Amerika (Colombia).
Het is een soort die rust nodig heeft en dus met niet te drukke vissen samen gehouden moet worden. Het is een zeer vreedzame scholenvis. Een dichte beplanting en een donkere bodem zijn noodzakelijk. Ook wat drijfplanten die het licht wat afschermen kunnen worden gebruikt.
Deze vis is een alleseter, dus variatie in het menu wordt zeer op prijs gesteld.
Mannetjes en vrouwtjes zijn te onderscheiden aan de kleur van de ogen. Mannetjes hebben felblauwe ogen terwijl de vrouwtjes groene ogen hebben. Je zou het beste als je een schooltje of koppeltje houdt de mannetjes in overtal kunnen houden. Vrouwtjes in de minderheid zodat de kleuren van de mannetjes hun ware aard laten zien.
De kweek is niet moeilijk. Het broedpaar moet in een donker aquarium gebracht worden bij een temperatuur van 28 °C. Er moet een afzetrooster worden aangebracht, daar de vis een eierrover is. Het afzetten gaat langzaam en na diverse uren kan dan het kweekstel verwijderd worden. Na 36 uur komen de jongen uit en na het vrij zwemmen moeten ze eerst met het allerfijnste stofvoer gevoerd worden. Een paar dagen later kunnen ze verder met Artemia-naupliën grootgebracht worden.